# 豊津町
豊津町（とよつまち）は、福岡県東部に位置する京都郡の町である。2006年3月20日に勝山町、犀川町と合併し、「みやこ町」となった。
現在の住所表記は「みやこ町 - 」となっている。

## 地理
行橋市の近郊に位置し、市外局番は (0930) で行橋市と同一で、行橋市との関係は深く、行橋市も属している北九州市の経済圏である北九州都市圏に属している。

## 歴史
町内からは旧石器時代、縄文時代、弥生時代、古墳時代の遺跡や遺物が発見されている。また豊前国の国府跡や国分寺跡も発見されており、豊前国の中心地であったとされている。
1866年、長州藩の第二次長州征伐により攻撃を受けた小倉藩が小倉城に火を放ち、城から撤退。のち小倉藩は藩庁を現在の豊津町に新設した。1871年の廃藩置県で豊津県の県庁が置かれたが、同年内に小倉県に編入され、のちに小倉県が福岡県に編入されたため福岡県内に組み入れられた。
1876年に起こった秋月の乱において戦場となった。このとき戦死した士族の墓は現在、「秋月党戦士の墓」として残っている。

### 沿革
- 1889年4月1日 - 町村制施行により、京都郡豊津村・祓郷村・節丸村が発足。
- 1943年4月10日 - 豊津村・節丸村が対等合併し、新しい村制による豊津村となる。
- 1955年3月1日 - 豊津村・祓郷村が対等合併し、豊津町が発足。ただし、祓郷村の一部の地区では行橋市との合併を望む声が強かったため、合併の際、それらの地区は行橋市に編入された。
- 2006年3月20日 - 犀川町、勝山町と対等合併しみやこ町が発足し、豊津町は消滅。

## 行政

### 市町村合併
当初は行橋市、勝山町、犀川町、旧椎田町、旧築城町で京築1市5町合併協議会を発足させ、合併協議を進めていたが、旧築城町の離脱で協議会は解散した。その後、犀川町、勝山町と3町で合併協議会を発足させ、2006年3月20日に「みやこ町」として合併した。また将来的には行橋市との合併を目指している。

## 地域

### 教育

#### 小学校
- 豊津町立豊津小学校
- 豊津町立祓郷小学校
- 豊津町立節丸小学校

#### 中学校
- 豊津町立豊津中学校
- 福岡県立育徳館中学校（県立中高一貫教育校）

#### 高等学校
- 福岡県立豊津高等学校（県立中高一貫教育校）※現・福岡県立育徳館高等学校

## 交通
空港は北九州空港(初代)が最寄りであった。現在、旧町域は北九州空港が最寄りである。

### 鉄道
- 平成筑豊鉄道田川線の新豊津駅があり、行橋方面や田川方面へのアクセスも容易であるが、新豊津駅は行橋との境界にあるためほとんどの町民にとって利便性は薄い。なお豊津駅は行橋市に含まれる。

### バス
- 太陽交通
  - 行橋市 - 豊津町
  - 築上町 - 豊津町

### 道路
- 椎田道路 （国道10号）が町内を南北に走っており、北九州・行橋方面や中津方面へのアクセスは比較的容易である。ただし、行橋市中心部へのアクセスは国道496号の方が便利である。また国道496号を南下して中津市山国町・日田市方面へのアクセスも可能であるが、冬場は県境の野峠付近で積雪しているため、チェーン規制されている事が多い。
  - 国道10号
  - 国道496号
  - 田川・椎田方面へのアクセスは福岡県道58号椎田勝山線を利用する。
  - 福岡県道34号行橋添田線（行橋市 - 添田町）

### 高速道路
最寄りのインターチェンジは以下の通りである。東九州自動車道　みやこ豊津インターチェンジ　(京都郡[みやこ町]

## 名所・旧跡・観光スポット・祭事・催事
- 豊前国府跡公園
- 豊前国分寺三重塔
- 思永館
- 八景山自然公園
- 小笠原神社

## 主な著名人
- 葉山嘉樹（プロレタリア文学作家）
- 堺利彦 （社会主義者・思想家・作家）
- 大石千代子 （小説家）
- 永井龍雲 （シンガーソングライターフォークシンガー・作詞家）